# 十點半
十點半是撲克遊戲的一種，經常被用來賭博。

## 玩法[1][2]
- 其中一人為莊家
- 派牌前，各閒家向莊家下派一張牌。
- 閒家打開牌，莊家輪流問各閒家是否「要」加牌。
  - A、2、3、4、5、6、7、8、9、10分別為一至十點。J、Q、K為半點。
  - 閒家可以一路加牌，但若超過十點半，即「爆煲」(Busted)，閒家立賠。
  - 閒家倘若有一隻10加一隻與J、Q或K成十點半，莊家立賠。
  - 若果閒家共有五張牌而仍未爆煲，稱為「過五關」或「一條龍」，莊家立賠。
- 最後莊家派牌給自己。與二十一點不同，莊家沒有預設規限何時要牌，何時停止。

- 其他
  - 倘若莊家爆煲，只需賠給仍未爆的閒家。
  - 倘若莊家沒有爆煲，跟閒家比點數。倘若點數相同，莊家勝，稱「食夾棍」。

## 其他
十點半遊戲勝負以運氣成份居多。玩法與二十一點相似（十點半亦剛好是二十一點的一半），但規則較為簡單。做閒家需要的技巧不多。莊家可以「食夾棍」，而且可以先看閒家點數彈性決定是否要牌。故此做莊家的勝出機會仍然較閒家高。